# Municipio Libertad (Anzoátegui)
El Municipio Libertad es uno de los 21 municipios que forman parte del Estado Anzoátegui, Venezuela. Está ubicado al noreste de dicho estado, tiene una superficie de 2 043 km² y en el 2023 una población de 19 373 habitantes. El Municipio Libertad está dividido en tres parroquias, El Carito, San Mateo y Santa Inés. La Romereña es un Caserío y otros de igual importancia son: el caserío Quiamare, Orisjuan y La Comunidad Indígena Cumanagoto La Riquera. Su capital es el poblado de San Mateo.

## Parroquias
1. San Mateo
2. El Carito
3. Santa Inés

## Política y gobierno

### Alcaldes
| Período                            | Alcalde              | Partido político / Alianza | % de votos | Notas |
| ---------------------------------- | -------------------- | -------------------------- | ---------- | --- |
| 1989 - 1992                        | Luis Guanique        | AD                         | 50,03      | Primer alcalde bajo elecciones directas |
| 1992 - 1995                        | José Ventura Rojas   | AD                         | 37,64      | Segundo alcalde bajo elecciones directas |
| 1995 - 2000                        | Juan Carlos Guillent | AD                         | -          | Tercer alcalde bajo elecciones directas (se realizaron elecciones generales adelantadas en el 2000 debido a la aprobación de la Constitución de 1999) |
| 2000 - 2004                        | Juan Carlos Guillent | AD                         | 46,37      | Reelecto |
| 2004 - 2008                        | Edgar Maestre        | MVR                        | 57,62      | Cuarto alcalde bajo elecciones directas |
| 2008 - 2013                        | Edgar Maestre        | PSUV                       | 58,16      | Reelecto (se postergan 1 año las elecciones municipales pautadas para finales del 2012)                                                               |
| 2013 - 2017                        | Gustavo Mata         | PSUV                       | 39,64      | Quinto alcalde bajo elecciones directas |
| 2017 - 2021                        | Juan Carlos Guillent | UNT                        | 33,40      | Sexto alcalde bajo elecciones directas (electo con la targeta de UNT, sin embargo, pertenece a AD)                                                    |
| 2021 - 2025                        | Pablo Cariaco        | PSUV                       | 66,68      | Séptimo alcalde bajo elecciones directas |
| Fuente: Consejo Nacional Electoral |                      |                            |            | |

### Concejo municipal
Período 2021 - 2025
| Concejales:         | Partido político / Alianza |
| ------------------- | -------------------------- |
| Yohengris Rodríguez | PSUV                       |
| Neudimar Rojas      | PSUV                       |
| José Pastrano       | PSUV                       |
| Zulyneg Mata        | PSUV                       |
| Maria Gómez         | PSUV                       |
| Leonel Alfaro       | PSUV                       |
| Tilman Salazar      | MUD                        |